# Топол
Топол — деревня в Дзержинском районе Красноярского края в составе Денисовского сельсовета.

## География
Деревня находится в центральной части района примерно в 10 километрах по прямой на северо-запад от села Дзержинское.

## Климат
Климат резко континентальный, который проявляется в больших годовых амплитудах температуры воздуха. Среднемесячная температура января −21,4 °C, июля 18,2 °C. Средняя дата наступления мороза 7/IX, средняя дата окончания последнего мороза 31/V, средняя продолжительность безморозного периода — 98 дней. Средняя продолжительность отопительного сезона составляет 243 дня, средняя температура отопительного сезона — 9,1 °C. Количество осадков, выпадающих в тёплый период, составляет 288 мм, а в холодный — 74 мм. Средняя высота снежного покрова на открытых участках составляет 36 см, максимальная — 50 см, минимальная — 17 см.

## Население
| 2010 |
| ---- |
| 222  |

Постоянное население составляло 255 человек в 2002 году (97 % русские), 222 — в 2010.

## Достопримечательности
Маслеевские столбы, скальное обнажение.